# Zrcadla ve tmě
Zrcadla ve tmě je český celovečerní film režiséra Šimona Holého s Alenou Dolákovou v hlavní roli. Světovou premiéru měl 24. srpna 2021 na Mezinárodním filmovém festivalu Karlovy Vary, kde byl promítán v soutěžní sekci Na východ od Západu. Dne 30. září 2021 vstoupil do českých kin.
Zrcadla ve tmě jsou celovečerním debutem Šimona Holého, který snímek nejen režíroval, ale také němu napsal scénář, složil hudbu a produkoval jej. Film vypráví o třicetileté tanečnici Marii, která se snaží zachránit svůj vztah za pomoci odpovědí na 36 otázek, díky kterým se podle vědců lze zamilovat do kohokoliv.

## Obsazení
| Alena Doláková    | Marie              |
| Bořek Joura       | František          |
| Václav Vašák      | choreograf         |
| Eliška Soukupová  | Erika              |
| Markéta Tannerová | matka              |
| Martin Dědoch     | Tomáš              |
| Kristýna Štarhová | tanečnice          |
| Kamila Mottlová   | tanečnice          |
| Tereza Votavová   | tanečnice          |
| Václav Šanda      | hlas v představení |
| Denisa Barešová   | hlas v představení |